# 湖棲裸光蓋麗魚
湖棲裸光蓋麗魚（学名：Gymnogeophagus lacustris）為輻鰭魚綱鱸形目隆頭魚亞目慈鯛科的其中一種，分布於南美洲巴西南大河（Rio Grande do Sul）的沿岸溪流流域，體長可達14.6公分，棲息在溪流中底層水域，生活習性不明。